# Bernhard Render

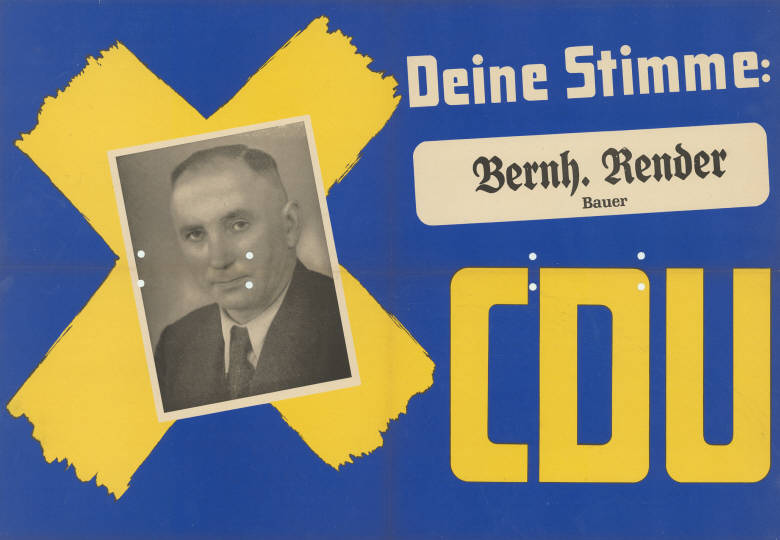
Bernhard Render auf einem Landtagswahlplakat 1950

Bernhard Render (* 7. Oktober 1894 in Alstätte, Kreis Ahaus; † 22. Februar 1985) war ein deutscher Politiker (CDU). Er war von 1950 bis 1954 Mitglied des Landtags von Nordrhein-Westfalen.

## Leben
Nach der Volksschule besuchte Bernhard Render ein Gymnasium und machte Abitur. Er studierte danach zwei Semester Philologie, dann begann er als Landwirt zu arbeiten.
Render war von 1920 bis 1924 Mitglied des Kreistags Ahaus und von 1919 bis 1933 Gemeinde- und Amtsvertreter in Alstätte. Ab 1946 wurde er Bürgermeister von Alstätte. Render wurde in der zweiten Wahlperiode als Direktkandidat der CDU im Wahlkreis 79 (Ahaus) in den nordrhein-westfälischen Landtag gewählt, er war Abgeordneter vom 5. Juli 1950 bis zum 4. Juli 1954.
Bei einem Schützenfest in Alstätte kam am 18. Juni 1951 es zu einer Auseinandersetzung zwischen Mitgliedern des Schützenvereins und dem Betreiber eines Würstchenstandes. Render war als Bürgermeister und Schützen-Major bei dem Fest anwesend, und ihm wurde von dem Würstchenverkäufer eine anstiftende Beteiligung an dem Vorfall unterstellt. In der Folge leitete die Staatsanwaltschaft Münster ein Verfahren zur Aufhebung seiner Immunität als Abgeordneter ein, welches jedoch vom Landtag abgelehnt wurde.